# Lunex
Lunex Project — план ВВС США 1958—1961 годов по пилотируемой лунной экспедиции до программы Аполлон. По окончании лунных экспедиций планировалось создать 21-местную подземную базу ВВС на Луне к 1968 общей стоимостью 7,5 миллиарда долларов.
Одно из самых больших различий между Лунексом и окончательной версией Аполлона было решение о посадке всего космического аппарата на Луну, а не отделении посадочного модуля с несколькими астронавтами для посадки на поверхность и встречи с ожидающими на лунной орбите астронавтами для возвращения на Землю. (Первоначальный план Аполлона предполагал «прямое восхождение», подобно Лунексу.)

## Характеристики
- Численность экипажа: 3 человека
- Длина: 16,16 м (53,01 фута)

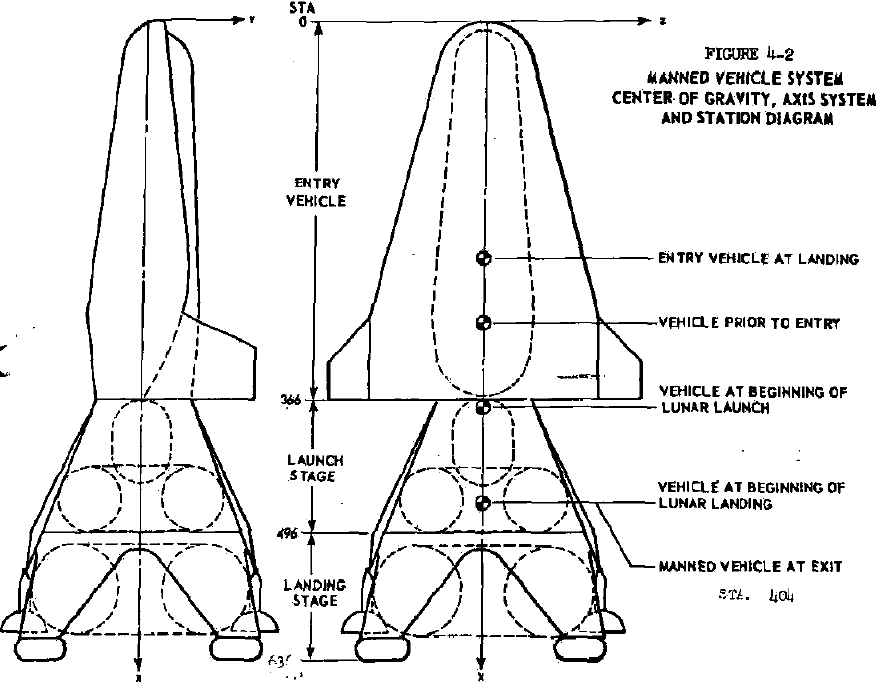
Космический корабль Lunex.

- Максимальный диаметр: 7,62 м (24,99 фута)
- Масса: 61 000 кг (134 000 фунтов)
- Агентство: ВВС США
- Производитель: ВВС США

### Местоположение
Выбор места посадки должен был произведён автоматическими зондами, были изучены места, начиная с кратера Кеплер.

## Основы
Первую лунную посадку и возвращение Лунекса планировалось совершить в 1967, чтобы «побить» СССР и продемонстрировать, что Америка может победить в будущей международной гонке технологий. ВВС чувствовали, что достижение Луны имеет большое историческое значение.
Использование метода «прямого восхождения» считалось наиболее перспективным, поскольку он устранял некоторые трудности сближения на лунной орбите, использовавшегося позднее Аполлоном: в частности не было необходимости разработки методов сближения в космосе. Его обратной стороной было то, что Лунекс был намного тяжелее, чем Аполлон из-за дополнительного топлива, необходимого для запуска аппарата на Луну и возвращения с лунной орбиты, следовательно, требовалась большая ракета для старта.

### Осуществление
Имелось три основные вехи:
- 1965: создание пилотируемого спускаемого аппарата;
- 1966: пилотируемый облёт Луны;
- 1967: пилотируемая посадка на Луну и возвращение.

После 1968 года, планировалась постоянная лунная база.

### Проблемы
Основными проблемами, требующими решения, были:
- Возвращение на скорости 37 000 футов в секунду, по траектории с наклоном в два градуса, с тем, чтобы избежать перегрева или выхода из атмосферы Земли. Последнее не убьёт экипаж непосредственно, но переведёт корабль на эллиптическую орбиту, где он может подвергаться радиации в поясе Ван Аллена до возможности следующей посадки.
- Разработка лунной посадочной ступени, способной совершать точную посадку на хвост, что никогда ранее не совершалось.
- Разработка лунной стартовой ступени, которая не имела резерва, поэтому должна была быть очень надёжной, способной автоматически контролировать лунную поверхность и выводить экипаж на правильную орбиту для возвращения на Землю.